# جرف النداف
جرف النداف منطقة تقع جنوب بغداد بالقرب من منطقة جسر ديالى. يوجد فيها عدد من المصانع والبساتيين والمخازن ومحطات الوقود.